# More (single)
More is een lied geschreven door Usher Raymond, Nadir Khayat en Charles Hinshaw Jr.

## Usher
More is een single van de Amerikaanse R&B-zanger Usher uit 2011. Het nummer is geschreven door Nadir Khayat, Charles Hinshaw Jr. en Usher zelf. De single is afkomstig van zijn album Raymond v. Raymond en geproduceerd door RedOne. Op 22 november 2010 werd het nummer uitgebracht en bereikte de nummer 1-positie in Canada. In zowel Nederland als Vlaanderen werd het nummer een top 10-hit.

### Hitnoteringen

#### Nederlandse Top 40
| Hitnotering: 29-01-2011 t/m 28-05-2011 | Hitnotering: 29-01-2011 t/m 28-05-2011 | Hitnotering: 29-01-2011 t/m 28-05-2011 | Hitnotering: 29-01-2011 t/m 28-05-2011 | Hitnotering: 29-01-2011 t/m 28-05-2011 | Hitnotering: 29-01-2011 t/m 28-05-2011 | Hitnotering: 29-01-2011 t/m 28-05-2011 | Hitnotering: 29-01-2011 t/m 28-05-2011 | Hitnotering: 29-01-2011 t/m 28-05-2011 | Hitnotering: 29-01-2011 t/m 28-05-2011 | Hitnotering: 29-01-2011 t/m 28-05-2011 | Hitnotering: 29-01-2011 t/m 28-05-2011 | Hitnotering: 29-01-2011 t/m 28-05-2011 | Hitnotering: 29-01-2011 t/m 28-05-2011 | Hitnotering: 29-01-2011 t/m 28-05-2011 | Hitnotering: 29-01-2011 t/m 28-05-2011 | Hitnotering: 29-01-2011 t/m 28-05-2011 | Hitnotering: 29-01-2011 t/m 28-05-2011 | Hitnotering: 29-01-2011 t/m 28-05-2011 | Hitnotering: 29-01-2011 t/m 28-05-2011 |
| Week:                                  | 1                                      | 2                                      | 3                                      | 4                                      | 5                                      | 6                                      | 7                                      | 8                                      | 9                                      | 10                                     | 11                                     | 12                                     | 13                                     | 14                                     | 15                                     | 16                                     | 17                                     | 18                                     |                                        |
| -------------------------------------- | -------------------------------------- | -------------------------------------- | -------------------------------------- | -------------------------------------- | -------------------------------------- | -------------------------------------- | -------------------------------------- | -------------------------------------- | -------------------------------------- | -------------------------------------- | -------------------------------------- | -------------------------------------- | -------------------------------------- | -------------------------------------- | -------------------------------------- | -------------------------------------- | -------------------------------------- | -------------------------------------- | -------------------------------------- |
| Positie:                               | 27                                     | 21                                     | 16                                     | 10                                     | 8                                      | 5                                      | 7                                      | 7                                      | 5                                      | 5                                      | 4                                      | 7                                      | 10                                     | 14                                     | 16                                     | 19                                     | 30                                     | 37                                     | uit                                    |

#### NederlandseSingle Top 100
| Hitnotering: 01-01-2011 t/m 25-06-2011 | Hitnotering: 01-01-2011 t/m 25-06-2011 | Hitnotering: 01-01-2011 t/m 25-06-2011 | Hitnotering: 01-01-2011 t/m 25-06-2011 | Hitnotering: 01-01-2011 t/m 25-06-2011 | Hitnotering: 01-01-2011 t/m 25-06-2011 | Hitnotering: 01-01-2011 t/m 25-06-2011 | Hitnotering: 01-01-2011 t/m 25-06-2011 | Hitnotering: 01-01-2011 t/m 25-06-2011 | Hitnotering: 01-01-2011 t/m 25-06-2011 | Hitnotering: 01-01-2011 t/m 25-06-2011 | Hitnotering: 01-01-2011 t/m 25-06-2011 | Hitnotering: 01-01-2011 t/m 25-06-2011 | Hitnotering: 01-01-2011 t/m 25-06-2011 | Hitnotering: 01-01-2011 t/m 25-06-2011 |
| Week:                                  | 1                                      | 2                                      | 3                                      | 4                                      | 5                                      | 6                                      | 7                                      | 8                                      | 9                                      | 10                                     | 11                                     | 12                                     | 13                                     | 14                                     |
| -------------------------------------- | -------------------------------------- | -------------------------------------- | -------------------------------------- | -------------------------------------- | -------------------------------------- | -------------------------------------- | -------------------------------------- | -------------------------------------- | -------------------------------------- | -------------------------------------- | -------------------------------------- | -------------------------------------- | -------------------------------------- | -------------------------------------- |
| Positie:                               | 71                                     | 56                                     | 36                                     | 29                                     | 35                                     | 24                                     | 17                                     | 22                                     | 13                                     | 23                                     | 23                                     | 12                                     | 8                                      | 10                                     |
| Week:                                  | 15                                     | 16                                     | 17                                     | 18                                     | 19                                     | 20                                     | 21                                     | 22                                     | 23                                     | 24                                     | 25                                     | 26                                     |                                        |                                        |
| Positie:                               | 12                                     | 18                                     | 23                                     | 24                                     | 35                                     | 51                                     | 36                                     | 44                                     | 49                                     | 55                                     | 75                                     | 90                                     | uit                                    |                                        |

#### VlaamseUltratop 50
| Hitnotering: 22-01-2011 t/m 11-06-2011 | Hitnotering: 22-01-2011 t/m 11-06-2011 | Hitnotering: 22-01-2011 t/m 11-06-2011 | Hitnotering: 22-01-2011 t/m 11-06-2011 | Hitnotering: 22-01-2011 t/m 11-06-2011 | Hitnotering: 22-01-2011 t/m 11-06-2011 | Hitnotering: 22-01-2011 t/m 11-06-2011 | Hitnotering: 22-01-2011 t/m 11-06-2011 | Hitnotering: 22-01-2011 t/m 11-06-2011 | Hitnotering: 22-01-2011 t/m 11-06-2011 | Hitnotering: 22-01-2011 t/m 11-06-2011 | Hitnotering: 22-01-2011 t/m 11-06-2011 | Hitnotering: 22-01-2011 t/m 11-06-2011 | Hitnotering: 22-01-2011 t/m 11-06-2011 | Hitnotering: 22-01-2011 t/m 11-06-2011 | Hitnotering: 22-01-2011 t/m 11-06-2011 | Hitnotering: 22-01-2011 t/m 11-06-2011 | Hitnotering: 22-01-2011 t/m 11-06-2011 | Hitnotering: 22-01-2011 t/m 11-06-2011 | Hitnotering: 22-01-2011 t/m 11-06-2011 | Hitnotering: 22-01-2011 t/m 11-06-2011 | Hitnotering: 22-01-2011 t/m 11-06-2011 | Hitnotering: 22-01-2011 t/m 11-06-2011 |
| Week:                                  | 1                                      | 2                                      | 3                                      | 4                                      | 5                                      | 6                                      | 7                                      | 8                                      | 9                                      | 10                                     | 11                                     | 12                                     | 13                                     | 14                                     | 15                                     | 16                                     | 17                                     | 18                                     | 19                                     | 20                                     | 21                                     |                                        |
| -------------------------------------- | -------------------------------------- | -------------------------------------- | -------------------------------------- | -------------------------------------- | -------------------------------------- | -------------------------------------- | -------------------------------------- | -------------------------------------- | -------------------------------------- | -------------------------------------- | -------------------------------------- | -------------------------------------- | -------------------------------------- | -------------------------------------- | -------------------------------------- | -------------------------------------- | -------------------------------------- | -------------------------------------- | -------------------------------------- | -------------------------------------- | -------------------------------------- | -------------------------------------- |
| Positie:                               | 44                                     | 21                                     | 9                                      | 7                                      | 10                                     | 11                                     | 15                                     | 11                                     | 21                                     | 17                                     | 16                                     | 17                                     | 19                                     | 28                                     | 32                                     | 25                                     | 28                                     | 34                                     | 33                                     | 44                                     | 47                                     | uit                                    |

## Sandra van Nieuwland
In de eerste aflevering van "The Blind Auditions" van derde seizoen van The voice of Holland zong Sandra van Nieuwland op 24 augustus 2012 een rustige jazzachtige versie van het nummer More. Alle coaches draaiden hun stoelen om tijdens haar optreden. Van Nieuwland koos Trijntje Oosterhuis als haar coach. Het nummer was na de uitzending gelijk verkrijgbaar als muziekdownload en kwam een week later op nummer 1 binnen in de Nederlandse Single Top 100. De week daarna kwam het nummer ook terecht in de Nederlandse Top 40 zonder in de Tipparade te hebben gestaan. In de Top 40 bereikte de single een derde plaats als hoogste notering.

### Hitnoteringen

#### Nederlandse Top 40
| Positie: | 13 | 4  | 4  | 3  | 3  | 6  | 6  | 11 | 12 | 11 | 12  | 17 |
| Week:    | 13 | 14 | 15 | 16 | 17 | 18 | 19 | 20 | 21 | 22 |     |    |
| Positie: | 13 | 9  | 9  | 8  | 8  | 8  | 13 | 22 | 28 | 39 | uit |    |

#### NederlandseSingle Top 100
| Hitnotering: 01-09-2012 t/m 02-03-2013 | Hitnotering: 01-09-2012 t/m 02-03-2013 | Hitnotering: 01-09-2012 t/m 02-03-2013 | Hitnotering: 01-09-2012 t/m 02-03-2013 | Hitnotering: 01-09-2012 t/m 02-03-2013 | Hitnotering: 01-09-2012 t/m 02-03-2013 | Hitnotering: 01-09-2012 t/m 02-03-2013 | Hitnotering: 01-09-2012 t/m 02-03-2013 | Hitnotering: 01-09-2012 t/m 02-03-2013 | Hitnotering: 01-09-2012 t/m 02-03-2013 | Hitnotering: 01-09-2012 t/m 02-03-2013 | Hitnotering: 01-09-2012 t/m 02-03-2013 | Hitnotering: 01-09-2012 t/m 02-03-2013 | Hitnotering: 01-09-2012 t/m 02-03-2013 | Hitnotering: 01-09-2012 t/m 02-03-2013 |
| Week:                                  | 1                                      | 2                                      | 3                                      | 4                                      | 5                                      | 6                                      | 7                                      | 8                                      | 9                                      | 10                                     | 11                                     | 12                                     | 13                                     | 14                                     |
| -------------------------------------- | -------------------------------------- | -------------------------------------- | -------------------------------------- | -------------------------------------- | -------------------------------------- | -------------------------------------- | -------------------------------------- | -------------------------------------- | -------------------------------------- | -------------------------------------- | -------------------------------------- | -------------------------------------- | -------------------------------------- | -------------------------------------- |
| Positie:                               | 1                                      | 3                                      | 4                                      | 3                                      | 3                                      | 5                                      | 5                                      | 12                                     | 11                                     | 7                                      | 13                                     | 25                                     | 2                                      | 3                                      |
| Week:                                  | 15                                     | 16                                     | 17                                     | 18                                     | 19                                     | 20                                     | 21                                     | 22                                     | 23                                     | 24                                     | 25                                     | 26                                     | 27                                     |                                        |
| Positie:                               | 6                                      | 4                                      | 5                                      | 2                                      | 3                                      | 15                                     | 29                                     | 34                                     | 34                                     | 31                                     | 54                                     | 74                                     | 91                                     | uit                                    |

## Alex Vargas
In april 2012 bracht de Deense zanger Alex Vargas een rustige cover versie uit van More. Door het grote succes van de versie van Sandra van Nieuwland, die ze in de "The Blind Auditions" van The voice of Holland ten gehore bracht, kwam Vargas versie voor 1 week in de Nederlandse Single Top 100 terecht.

### Hitnotering

#### NederlandseSingle Top 100
| Hitnotering: 29-09-2012 | Hitnotering: 29-09-2012 | Hitnotering: 29-09-2012 |
| Week:                   | 1                       |                         |
| ----------------------- | ----------------------- | ----------------------- |
| Positie:                | 88                      | uit                     |